# Lowland single malt
Lowland single malt er single malt skotsk whisky, der bliver produceret i det skotske område Lowlands. Området har en række destillerier som Annandale i Annan; Auchentoshan nær Clydebank; Bladnoch i Galloway; Daftmill i Fife; The Girvan Distilleries nær Girvan; og Glenkinchie nær Edinburgh.
Mange destillerier er over 100 år gamle, men der er også blevet grundlagt en række nye destillerier i områder inklusive Kingsbarns, InchDairnie og Lindores Abbey, der alle ligger i Fife, og i Ardgowan.
En række lowland single malt whiskyer er stadig tilgængelige, men bliver ikke længere destilleret; Rosebank (er i gang med genopretning), Kinclaith, St. Magdalene, Ladyburn, Inverleven og Littlemill.

## Lowland-destillerier

### Aktive
- Ailsa Bay
- Annandale
- Auchentoshan
- Bladnoch
- Borders[6]
- Clydeside[7]
- Daftmill
- Eden Mill[8]
- Glasgow
- Glenkinchie
- Kingsbarns
- Lindores Abbey[9]
- Lochlea[10]

### I udvikling
- Ardgowan
- Bonnington[11]
- Burnbrae [12]
- The Clutha [13]
- Falkirk [14]
- Holyrood[15]
- InchDairnie, Glenrothes[16]
- Jackton
- Port of Leith[17]
- Rosebank[5]

### Lukkede eller nedrevet
- Inverleven[18]
- Littlemill[19]
  - Bottlings of Littlemill are periodically released by the Loch Lomond Group, who took on ownership of the distillery shortly before its closure.[20]
- Lochrin [21]
- St. Magdalene[19]